# Нікола Діпр
Нікола Діпр (фр. Nicolas Dipre; 1465, Париж — 1532, Париж) — французький художник авіньйонської школи.

## Біографія

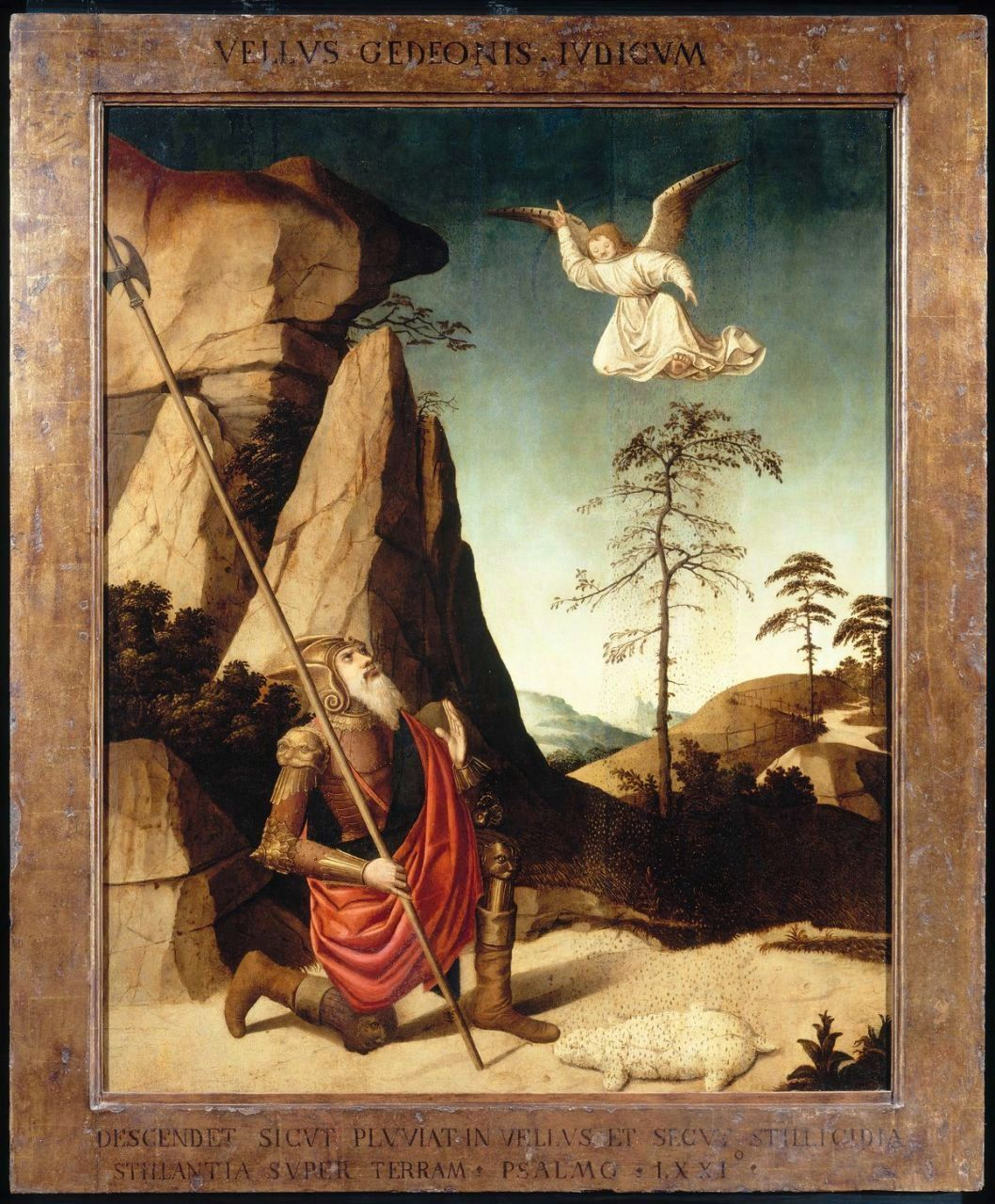
Нікола Діпр. Руно Гедеона. Близько 1500 р. Авіньйон, Пті Пале.

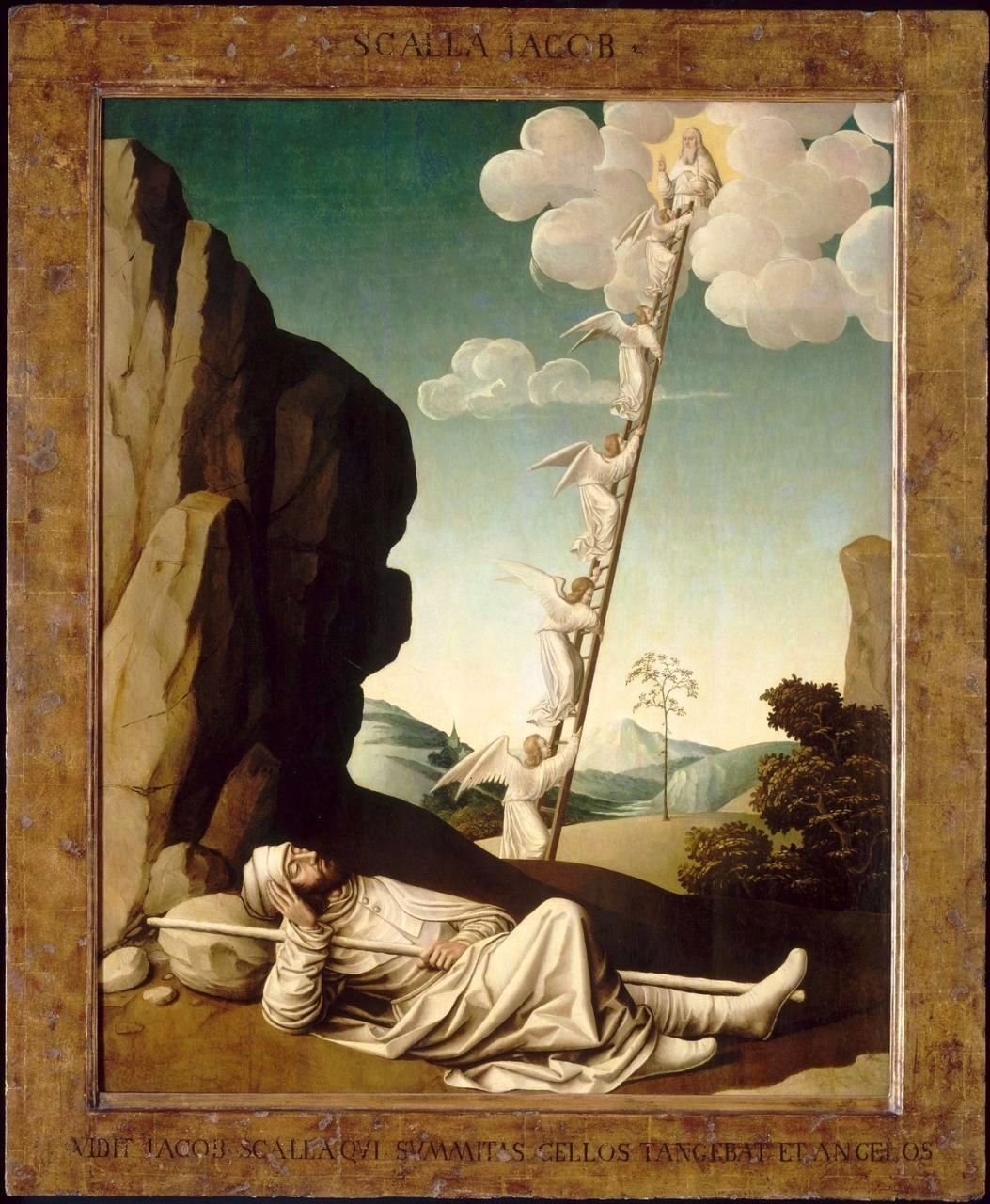
Нікола Діпр. Сон Якова. близько 1500 р. Авіньйон, Пті Пале.

Серед авіньйонських художників кінця XV — початку XVI століття ім'я Нікола Діпр належить до найвідоміших. Ім'я Нікола Діпр молодший вперше згадується в документах у 1495 році. Нікола жив і працював в Авіньйоні. У 1508 році він одружився з дочкою столяра Жана Бігля, з яким виконував замовлення з виготовлення вівтарів, замовлень на картини, більшість яких не збереглася. Нікола має відношення до французької художньої династії вихідців з Іпра або Ам'єна (іноді його прізвище пишуть d'Ypre, тобто «з Іпра»). Вважають, що його дідом був Андре д'Іпр, художник, про якого збереглися записи в документах міста Ам'єн з 1435 по 1444 рік, а батьком — художник Нікола Діпр-старший (відомий за документами з 1464 по 1508 рік), який працював в Парижі, відомий, тим, що в 1481 році був запрошений для оформлення гробниці Людовика XI. Нікола Діпрі (молодшого) в документах називають парижанином)

## Творчість
Твори Нікола Діпрі, які дійшли до наших днів, нечисленні, як і відомості про його життя. Деякі роботи В першу чергу «Сцен з життя Марії» — фрагментів з яких три («Різдво Марії», «Введення Марії в храм» і «Зустріч Йоахіма і Анни») зберігаються в Лувр і, Париж; Інші — «Розп'яття» (Детройт, Інститут мистецтв), «Різдво» (Сан-Франциско, Музей образотворчих мистецтв), "Поклоніння волхвів "(Гард, Музей релігійного мистецтва)

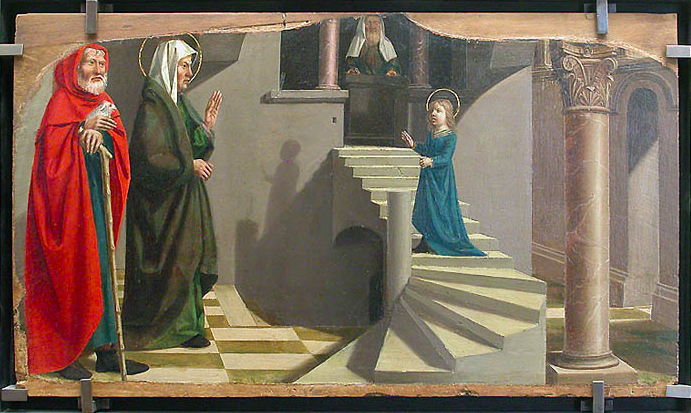
Нікола Діпр. «Введення у храм». бл. 1500 р. Париж, Лувр.

«Сцени з життя Марії» приписав пензпю Нікола Діпрі відомий дослідник провансальського живопису Чарльз Стерлінг. Він знайшов спільні риси з «Вівтарем святої Анни», який в 1499 році Нікола Діпрі написав для братства Консепсьйон де ла В'єрж в церкві Сен-Сіфрін міста Карпентра. Один з найбільш відомих його творів «Зустріч біля золотих воріт» (1499) зберігається в музеї Комтаден Дюплесси в цьому ж місті. Але найцікавішими слід визнати дві його роботи з музею Пті Пале в Авіньйоні: «Сон Якова» і «Руно Гедеона», які складають два боки одного вівтаря. Це досить рідкісні для живопису біблійні сюжети.
«Сон Якова» втілює фантазію, що приснилася патріарху народу ізраїльського Якову, коли той приліг відпочити біля дороги, і побачив уві сні сходи, що з'єднують землю з небесами, по яких переміщалися ангели. Його сон символізував втілення завіту Авраам а про відновлення миру і спільності між Небом і Землею. «Руно Гедеона» ілюструє старозавітну історію про Гедеона, якого народ ізраїльський закликав стати для нього суддею.

## Стиль
Нікола Діпр — художник з останніх великих майстрів згасаючої на початку XVI авіньйонської школи живопису. Для стилю Діпре характерна лаконічність розповіді, чітко окреслені конструкції, насиченість кольорами, характерні для провансальських живописців того часу. Нікола зазнав впливу Бартелемея д'Ейка, майстра триптиху Благовіщення. Екса та школи П'ємонте, як Джованні Мартіно Спанцотті. У своїх релігійних темах Діпр представляє популярний підхід до віри, описуючи прості, але напружені жести повсякденного життя, пов'язані з діяннями ключових діячів християнства. Фігури суворі, голови широкі, різкі жести, важливість яких надається контрастам світла, а тіні — це останній вираз, незначний, але особливо характерний, для школи Авіньйона.